# 寬仔

寬仔 KayC，台灣創作男歌手，來自新北市永和區，輔仁大學影像傳播學系畢業。
2021年加入MP魔幻力量團長凱開創立的音樂廠牌-硬搞娛樂持續至今。
2023年6月自輔大畢業全職投入音樂創作，持續譜寫不同風格特色的歌曲。

## 簡歷
國中因為參加籃球隊而開始聽頑童跟MC HotDog熱狗，進而大量接觸嘻哈文化。
2016年在看完兄弟本色的演唱會之後立志要把音樂當作自己的志向。不只學習寫歌表演也試著增進後製上的能力。
2019年跟兒時玩伴組了團體DoubleJam，發行了EP合輯《Last Forever》。加入硬搞娛樂後，更是發行了許多歌曲，從《Money, Fame & Respect》開始，寫出一首首屬於寬仔風格的歌曲；《漂流一百天》描述了青少年的惶恐不安，還有對未來的想像；《What Should I Do》分享了與兄弟把妹的故事，互虧彼此的青澀感；與Ubisoft合作，發行了熱血沸騰的《Call Up》，展現了屬於20歲的霸氣，制霸國際賽事戰場；夏日氛圍新歌《Summer Vibez》，在南洋風情裡微醺...。
2022年8月首次站上台北小巨蛋，2023年10月站上高雄巨蛋，兩次擔任八三夭暖場嘉賓，在巨大的壓力下成功稱霸舞台，圈粉無數，打破眾人對新人的想像，展現出最好的自己。
2023年2月參加南臺灣嘻哈盛事大武門音樂祭，與其他饒舌歌手一同嗨翻現場；4月首次以樂團形式出演台灣祭的演出，展現獨特舞台魅力；8月受邀參與2023八三夭生日趴演出；更在8月17日舉辦人生第一場專場演唱會《驚嘆號》，寬仔的表演能量不容小覷。
2023年連續交出直男浪漫微甜情歌《Favorite Girl》、父子情深親情對話單曲《時差》、音樂祭最炸嗨歌《驚嘆號》、嘻哈告白情歌《燃料》...等單曲；一口氣攻下多個音樂平台推薦歌單與排行榜，創作實力一觸即發勢不可擋。
2023年12月，寬仔攜手木木林葦妮，甜唱泥土系畢業歌曲《向日葵的味道》，並一起巡迴演出了數場校園演唱會。青春無敵的旋律，搭配甜美的正向女聲，帶給焦慮的慘綠少年一記亮麗的心臟爆擊。2024年1月發表《凌晨四點說愛你》隨即入伍服役，歌迷紛紛IG留言「等你回來」打氣鼓勵。

## 單曲
| 單曲 # | 單曲資料                                                                 |
| ------ | ------------------------------------------------------------------------ |
| 1st    | 《Money, Fame & Respect》 - 發行日期：2022年4月26日 - 語言：國語         |
| 2nd    | 《漂流一百天》 - 發行日期：2022年5月27日 - 語言：國語                    |
| 3rd    | 《What Should I Do》 - 發行日期：2022年6月24日 - 語言：國語              |
| 4th    | 《Call Up》 - 發行日期：2022年8月2日 - 語言：國語/英語                   |
| 5th    | 《Summer Vibez》 - 發行日期：2022年9月2日 - 語言：國語                   |
| 6th    | 《Favorite Girl》 - 發行日期：2023年6月30日 - 語言：國語                 |
| 7th    | 《時差》 - 發行日期：2023年8月4日 - 語言：國語                           |
| 8th    | 《驚嘆號》 - 發行日期：2023年9月1日 - 語言：國語                         |
| 9th    | 《燃料》 - 發行日期：2023年10月6日 - 語言：國語                          |
| 10th   | 《向日葵的味道》feat. 木木林葦妮 - 發行日期：2023年12月22日 - 語言：國語 |
| 11th   | 《凌晨四點說愛你》 - 發行日期：2024年1月25日 - 語言：國語                |

## 專輯
| 專輯 # | 專輯資料                                                             |
| ------ | -------------------------------------------------------------------- |
| 1st    | 《Ambition & Vision Mixtape》 - 發行日期：2022年8月16日 - 語言：國語 |

## 外部連結
- 寬仔 KayC的Instagram帳戶
- 寬仔 KayC的Facebook專頁
- YouTube上的硬搞娛樂頻道